# Brasília
Brasília és la capital del Brasil des de 1960. Està situada dins el Districte Federal, i localitzada 950 km al nord-oest de Rio de Janeiro. Brasília és una ciutat planejada, i va ser construïda en 41 mesos, començant el 1956 i finalitzant-la el 21 d'abril de 1960. La construcció de la ciutat va ser ordenada pel llavors president brasiler Juscelino Kubitschek d'orientació populista. El dissenyador principal va ser-ne Lúcio Costa, el seu principal arquitecte va ser Oscar Niemeyer i el dissenyador de paisatges i jardins va ser Roberto Burle Marx. L'eix principal centra la vida cultural i econòmica. La Plaça dels Tres Poders, situada a la intersecció de l'eix principal amb els costats del triangle, allotja el nucli de la vida política del país.
En 1987 la Unesco va declarar a la ciutat Patrimoni Cultural de la Humanitat. És l'única ciutat construïda en el segle xx que ha rebut aquest honor. Originalment fou planejada per a uns 200.000 habitants, tot i que actualment l'àrea metropolitana té més de 2 milions d'habitants, la qual cosa ha provocat canvis en els plans i dissenys originals. El seu emplaçament a l'interior mostra l'esperit dels seus promotors de dirigir el Brasil cap a la colonització d'un continent pràcticament buit i l'intent de solucionar la intensa rivalitat entre São Paulo i Rio de Janerio.

## Història
El 1761, el marquès de Pombal, aleshores primer ministre de Portugal, va proposar traslladar la capital de l'imperi portuguès a l'interior de la colònia del Brasil. El periodista Hipólito José da Costa, fundador de Correio Braziliense, el primer diari brasiler, publicat a Londres, va escriure, el 1813, articles que defensaven la interiorització de la capital del país per a una zona "propera als vessants dels poderosos rius que es dirigeixen cap al nord, sud i nord-est ". José Bonifácio, el patriarca de la independència, va ser la primera persona que es va referir a la futura capital del Brasil, el 1823, com a "Brasília".
L'antiga capital del Brasil era Rio de Janeiro des de l'any 1764 (abans ho era la ciutat de Salvador). Els recursos del país havien estat concentrats a les regions de les costes del sud del Brasil, l'àrea més desenvolupada. Encara que una raó per a construir una nova capital va ser la necessitat d'una capital federal neutral, la raó principal va ser la necessitat de promoure el desenvolupament del territori intern del Brasil.
Brasília i el seu districte federal són el resultat d'un ambiciós projecte urbà posat en marxa pel president Juscelino Kubitschek, i orquestrat per l'arquitecte Oscar Niemeyer, el planificador urbanístic Lúcio Costa i l'arquitecte paisatgista Roberto Burle Marx. El concepte d'una capital interior va ser concebut per primer cop el 1823 per l'estadista brasiler José Bonifácio de Andrada e Silva, que estava convençut que traslladar la capital de Rio de Janeiro era fonamental per treure profit dels vastos recursos interiors del país, a més de suposar una gran empenta econòmica per a l'interior.

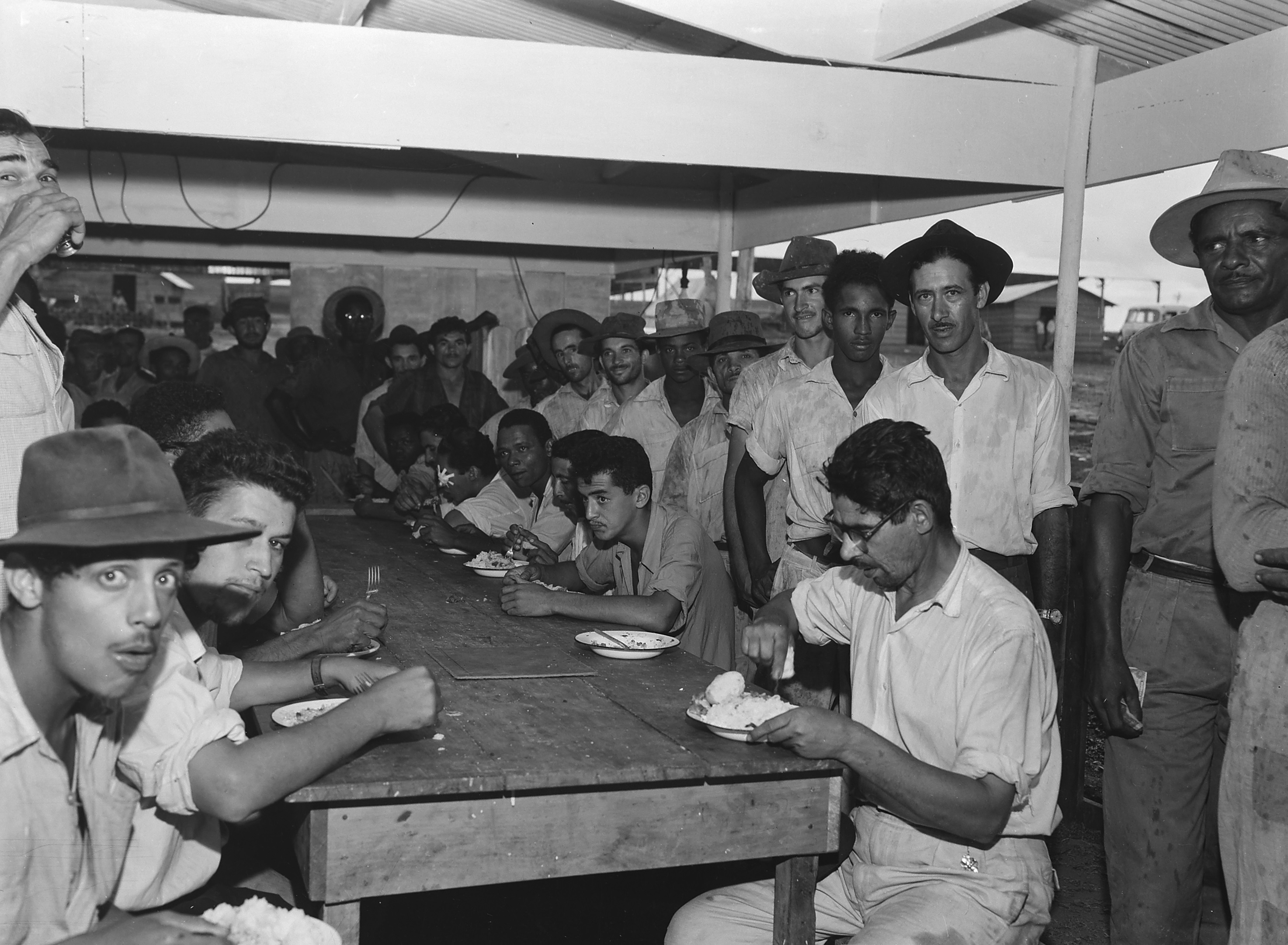
Candangos, els treballadors que van construir Brasília

Amb tot, la seva idea va ser ignorada durant anys. Va caldre esperar fins al 1955 perquè Brasília comencés a ser una realitat. Després de gairebé cinquanta anys de debat, el president Kubitschek va ordenar que l'estat de Goiás albergués la nova capital. Amb milions de camperols pobres procedents del nord-est treballant les vint-i-quatre hores del dia, Brasília es va construir, de forma increïble, en només tres anys. Tot i que no estava acabada, sí que estava llesta per començar a funcionar. La capital es va traslladar de forma oficial de Rio a Brasília el 21 d'abril de 1960. La nova capital es va convertir en seu dels tres poders de la República: parlamentari, judicial i presidencial.

### Pla Costa

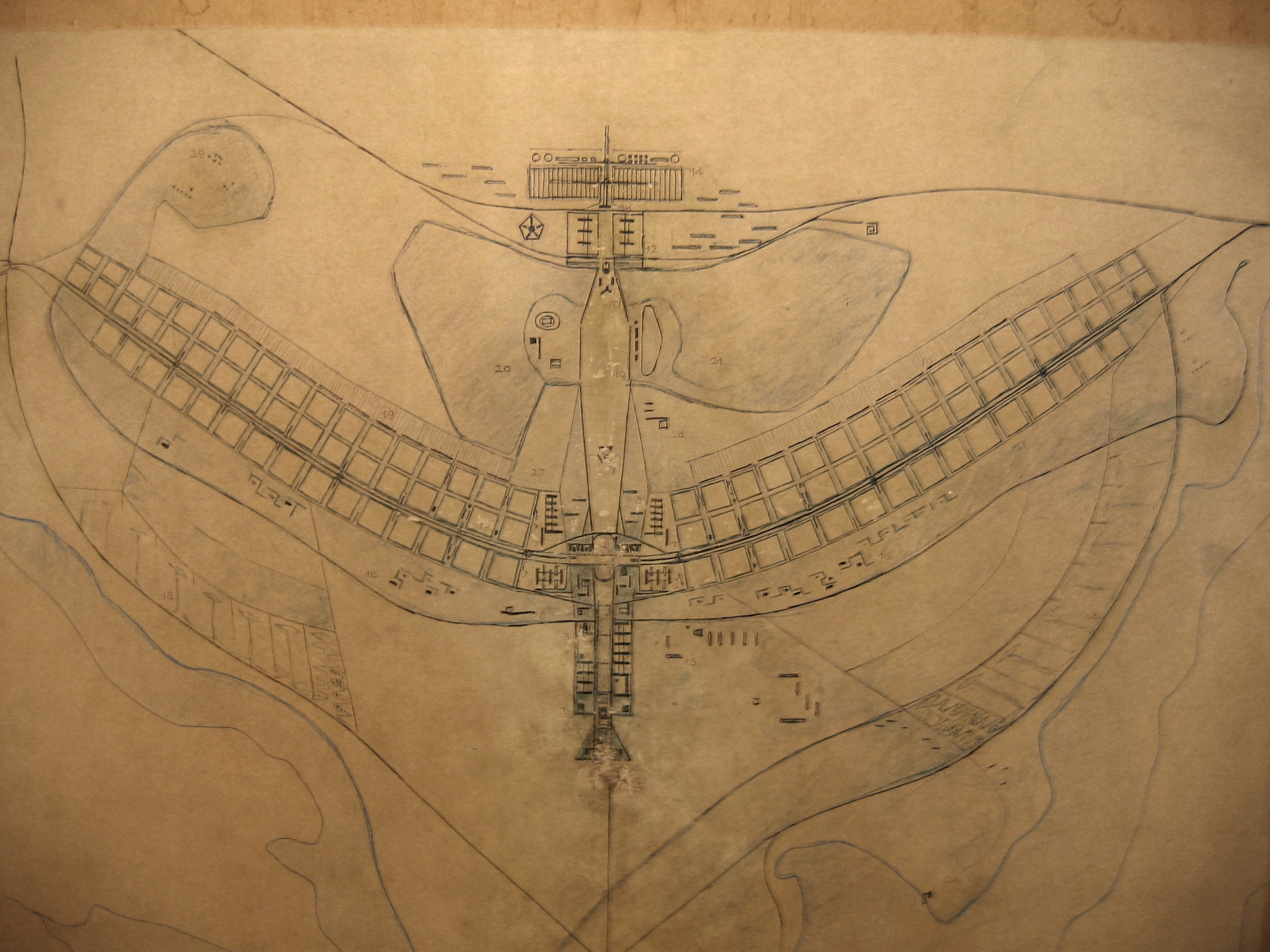
Plano Piloto

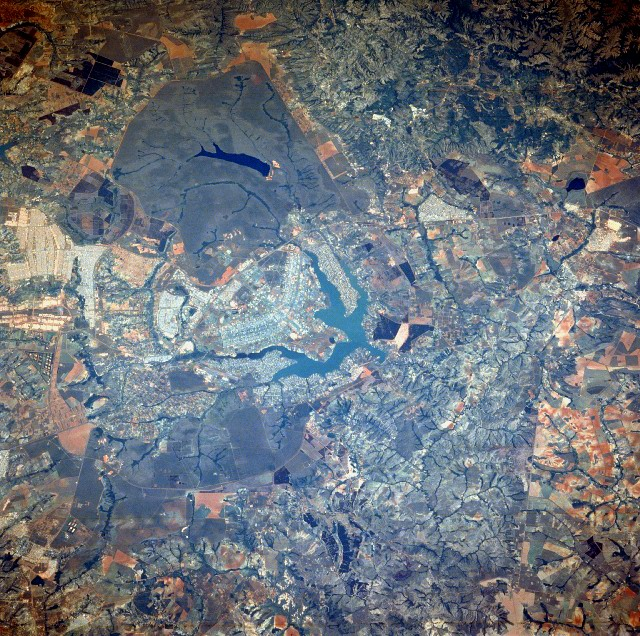
Brasilia des de l'Estació Espacial Internacional

Juscelino Kubitschek va ser elegit president del Brasil el 1955. En prendre possessió del càrrec el gener de 1956, en compliment del seu compromís de campanya, va iniciar la planificació i la construcció de la nova capital. L'any següent, un jurat internacional va seleccionar el pla de Lúcio Costa per guiar la construcció de la nova capital brasilera, Brasília. Costa va ser deixeble de l'arquitecte Le Corbusier, i algunes de les característiques arquitectòniques de la moderninat es poden trobar al seu pla. El projecte de Costa no era tan detallat com alguns dels projectes presentats per altres arquitectes i urbanistes. No incloïa horaris d'ús del sòl, models, gràfics de població ni dibuixos mecànics; no obstant això, va ser escollit per cinc de cada sis membres del jurat perquè tenia les característiques necessàries per alinear el creixement d'una ciutat capital. Tot i que el pla inicial es va transformar amb el pas del temps, va orientar gran part de la construcció i la majoria de les seves característiques van sobreviure.
L'adhesió de Brasília com a nova capital i la seva designació per al desenvolupament d'una extensa regió interior van inspirar el simbolisme del pla. Costa va utilitzar un disseny transversal que indicava la possessió i la conquesta d'aquest nou lloc amb una creu, sovint comparada amb una libèl·lula, un avió o un ocell. El pla de Costa incloïa dos components principals, l'eix monumental (d'est a oest) i l'eix residencial (de nord a sud).
A l'eix monumental se li van assignar activitats polítiques i administratives i es considera el cos de la ciutat amb l'estil i la simplicitat dels seus edificis, escales de grans dimensions i àmplies vistes i altures, produint la idea de monumentalitat. Aquest eix inclou els diversos ministeris, el congrés nacional, el palau presidencial, l'edifici del tribunal suprem i la torre de televisió i ràdio.
L'eix residencial estava destinat a contenir zones amb caràcter íntim i es considera l'assoliment més important del pla; va ser dissenyat per a l'habitatge i funcions associades com ara comerç local, escolarització, lleure i esglésies, constituït per 96 superilles limitades a edificis de sis pisos i 12 superilles addicionals limitades a edificis de tres pisos. La intenció de Costa amb les superilles era tenir petits barris autònoms i autosuficients i edificis uniformes amb apartaments de dues o tres categories diferents, on preveia la integració de classes altes i mitjanes que compartien la mateixa zona residencial. Però en aquell moment no preveia el creixement de la població a la ciutat. El límit de capacitat del seu pla va provocar posteriorment la formació de moltes faveles, ciutats satèl·lits més pobres i densament poblades al voltant de Brasília, poblades per migrants d'altres llocs del país.
El disseny urbà dels blocs d'apartaments comunals es va basar en Ville Radieuse de Le Corbusier de 1935, i en les superilles de disseny nord-americà Radburn des de 1929. Visualment, es pretenia que els blocs semblessin absorbits pel paisatge perquè estaven aïllats per un cinturó d'arbres alts i una vegetació inferior. Costa va intentar introduir un Brasil més equitatiu, també va dissenyar habitatges per a les classes treballadores, que estaven separades de les classes mitjanes i altes i que eren visualment diferents, amb la intenció d'evitar els barris marginals a la perifèria urbana. S'ha acusat la superilla de ser un espai on els individus són oprimits i alienats a una forma de segregació espacial.
Un dels objectius principals del pla era permetre el lliure flux de trànsit d'automòbils, el pla incloïa carrils de trànsit en sentit nord-sud (set per cada sentit) per a l'eix monumental i tres arterials (la W3, l'Eixo i la L2) per a l'eix residencial; es preveia que les vies d'accés sense sortida de les superilles serien el final del flux principal de trànsit. I la raó darrere del gran èmfasi en el trànsit d'automòbils és el desig de l'arquitecte d'establir el concepte de modernitat a tots els nivells.

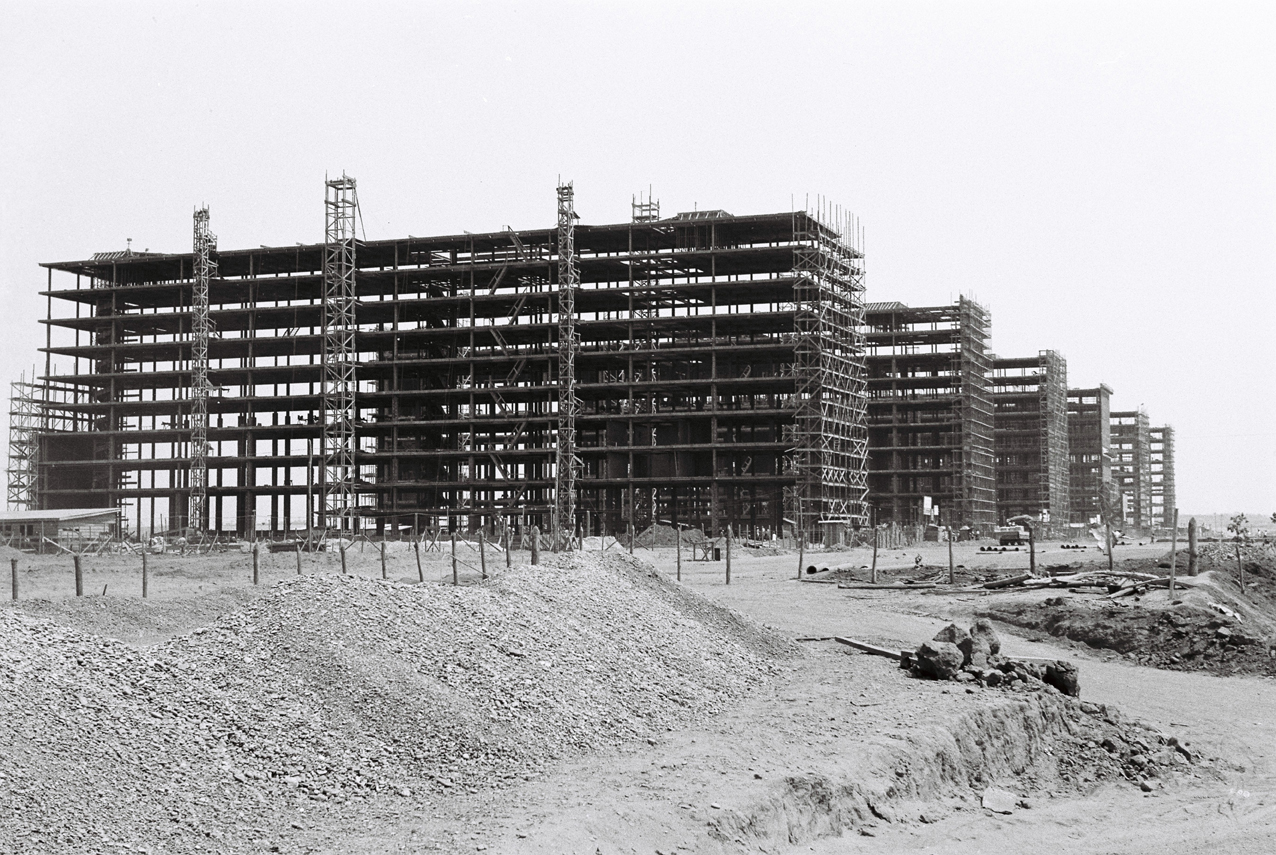
Construcció de l'Esplanada dels Ministeris el 1959

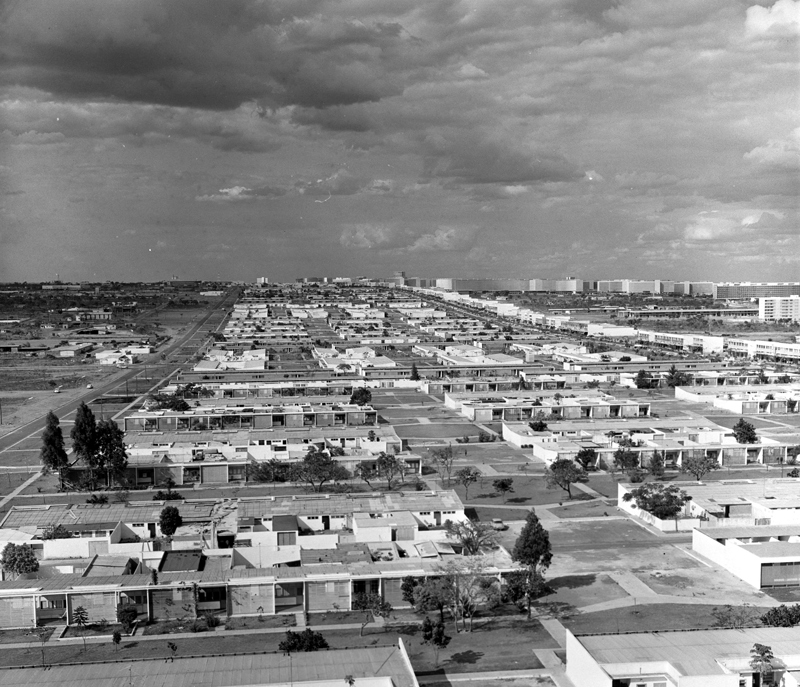
Brasília el 1964

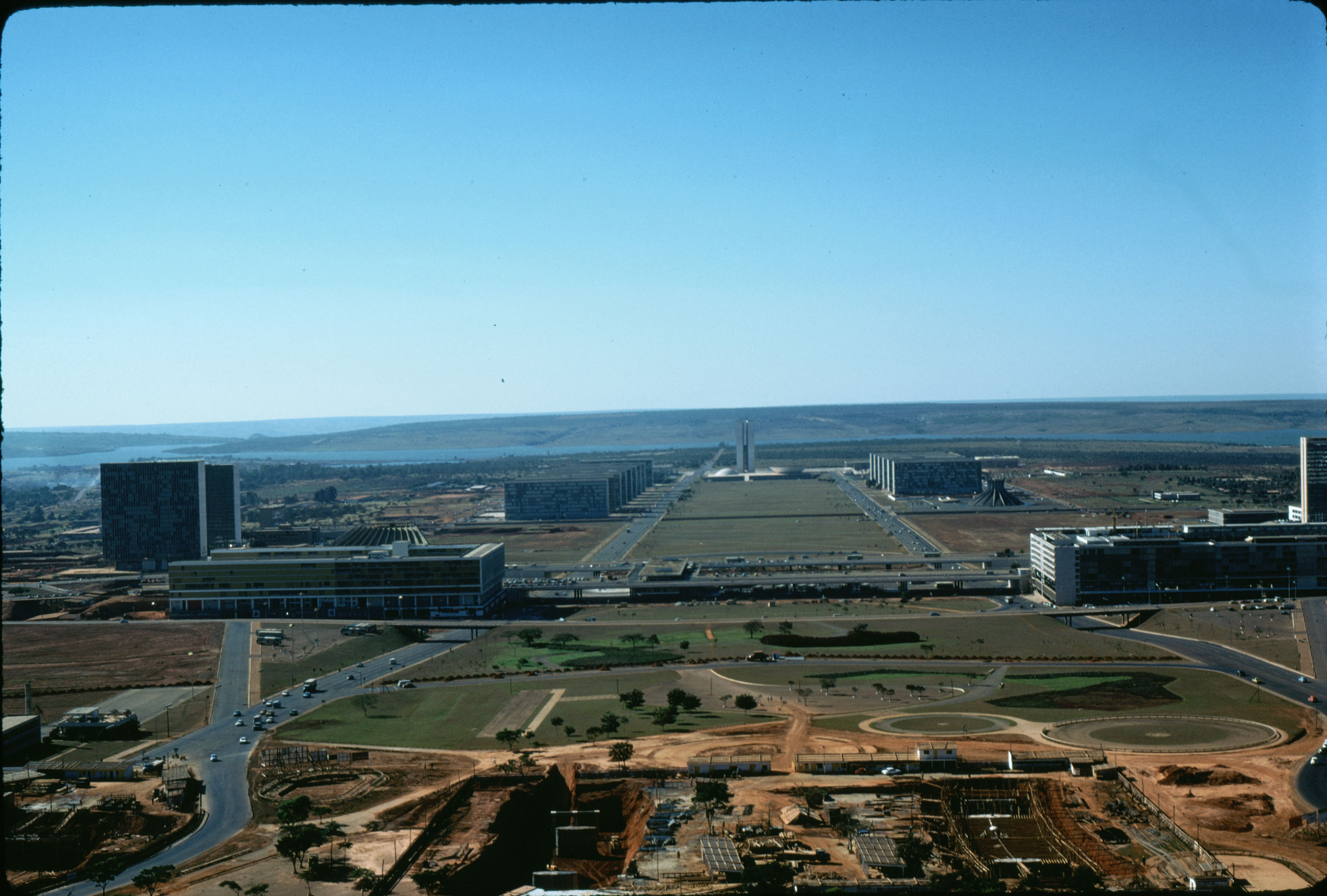
Brasília el 1975

Tot i que els automòbils es van inventar abans del segle xx, la producció massiva de vehicles a principis del segle XX els va fer estar àmpliament disponibles; així, es van convertir en un símbol de la modernitat. Els dos petits eixos que envolten l'eix Monumental proporcionen bucles i sortides perquè els cotxes puguin entrar a carreteres petites. Alguns argumenten que el seu èmfasi en el pla als automòbils va provocar l'allargament de les distàncies entre els centres i que només atenia a les necessitats d'un petit segment de la població que posseïa cotxes. Però no es pot ignorar el sistema de transport d'autobusos a la ciutat. Les rutes d'autobusos a l'interior de la ciutat operen molt a la W3 i la L2. Es pot arribar a gairebé a qualsevol lloc, incloses les ciutats satèl·lits, només agafant l'autobús i es pot arribar a la major part del Plano Piloto sense fer transbord a altres autobusos.
Més tard, quan la superpoblació va convertir Brasília en una distopia, el sistema de transport també va tenir un paper important en la mediació de la relació entre el pla pilot i les ciutats satèl·lits. A causa de la superpoblació, l'eix monumental ha de tenir ara semàfors, cosa que viola el concepte de modernitat i avançament que va emprar l'arquitecte per primera vegada. A més, el sistema de metro de Brasília es va construir principalment per a habitants de ciutats satèl·lits. Tot i que la superpoblació ha fet que Brasília ja no sigui una pura utopia amb una modernitat incomparable, el desenvolupament posterior de semàfors, rutes d'autobusos cap a ciutats satèl·lits i el sistema de metro van servir de remei per a la distopia, que va permetre als ciutadans gaudir d'una modernitat que no es va planificar acuradament.
A la intersecció de l'eix monumental i l'eix residencial, Costa va planejar el centre de la ciutat, amb el centre de transport (Rodoviaria), el sector bancari i el sector hoteler. A prop del centre de la ciutat, va proposar un centre de lleure amb teatres, cinemes i restaurants. El pla de Costa es veu com un pla amb tendència sectorial, que segrega els bancs, els edificis d'oficines i el centre de lleure.
Una de les principals característiques del pla de Costa era que presentava una nova ciutat amb la seva forma i patrons futurs evidents des del principi. Això significava que el pla original incloïa asfaltar carrers que no es van utilitzar immediatament; l'avantatge d'això era que el pla original era difícil de desfer perquè proporcionava tota una xarxa de carrers, però, d'altra banda, és difícil d'adaptar-lo i modelar-lo a altres circumstàncies en el futur. A més, hi ha hagut controvèrsia amb l'aspecte monumental del pla de Lúcio Costa, perquè per alguns semblava una planificació urbana del segle xix i no pas urbanisme modern del segle xx.
Es pot fer una anàlisi interessant de Brasília en el context de la política de la Guerra Freda i de l'associació del pla de Lúcio Costa amb el simbolisme de l'aviació. Des d'una perspectiva arquitectònica, el pla en forma d'avió era sens dubte un homenatge a Le Corbusier. No obstant això, és important tenir en compte també que Brasília es va construir poc després del final de la Segona Guerra Mundial. Malgrat la menor participació del Brasil en el conflicte, la forma de l'avió de la ciutat va ser clau per concebre el país com a part del món recentment globalitzat, juntament amb els aliats victoriosos. A més, Brasília és un exemple únic de modernisme tant com a guia per al disseny arquitectònic, com també com a principi per organitzar la societat. El modernisme a Brasília s'explora al llibre The Modernist City de James Holston.

## Cronologia

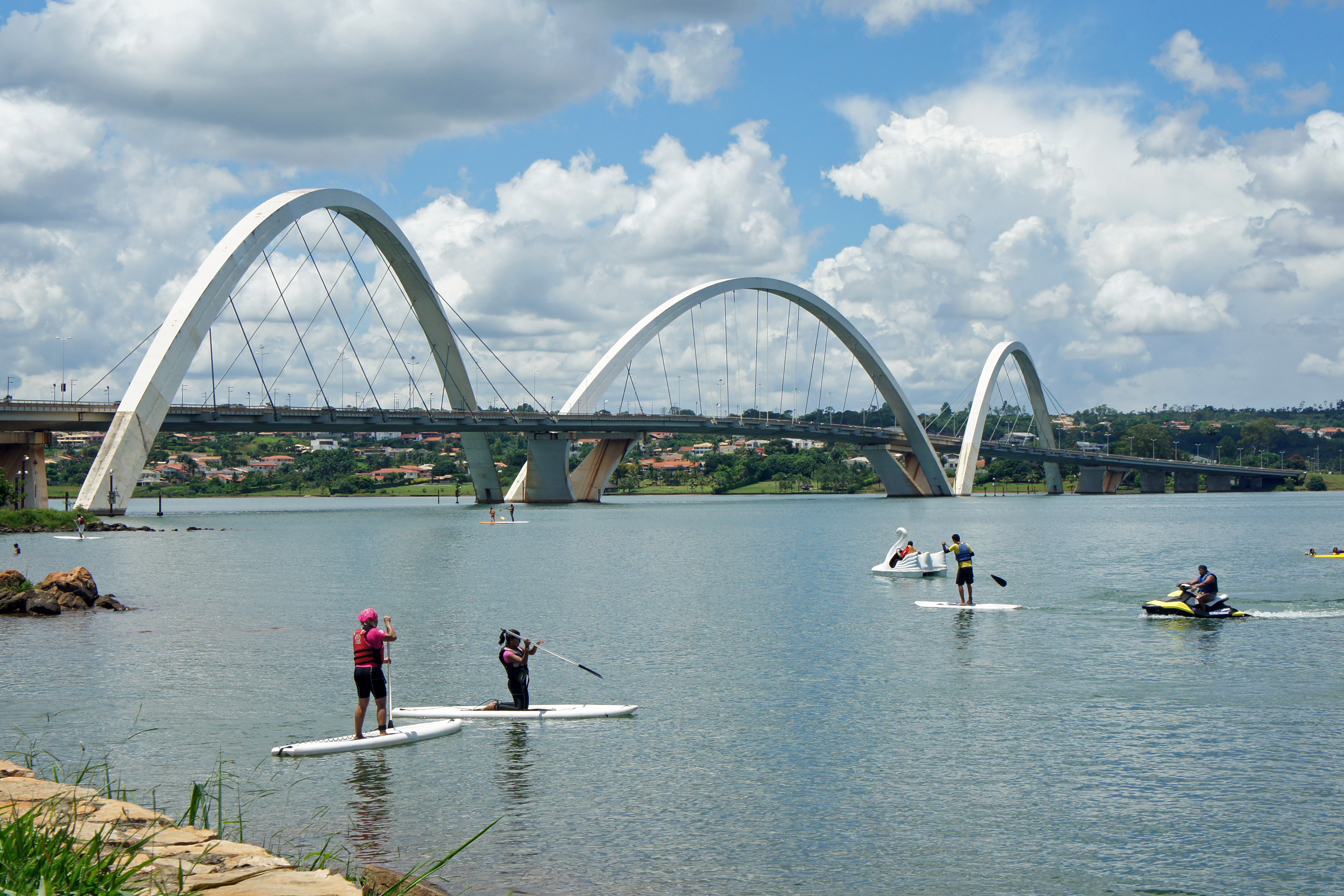
Pont Juscelino Kubitschek

- 1883 - Dom Bosco prediu el sorgiment d'una nova civilització entre els paral·lels 15 i 20
- 1892 - Luiz Cruls és enviat a recórrer la zona
- 1934 - Es debat formalment la possibilitat de construir una nova capital
- 1946 - Es demarca el territori de la capital
- 1956 - Juscelino Kubitschek és elegit president i comença el projecte Brasília
- 1960- Inauguració de Brasília i visita d'Eisenhower
- 1961-1964- Continuen les obres dels edificis restants

## Geografia
La ciutat es troba en una ecorregió sud-americana coneguda com a cerrado, que és semblant a una sabana. Els principals rius que es troben als voltants de la ciutat són el Preto, São Antônio do Descoberto i São Bartolomeu.

### Clima
El clima de Brasília pot ser classificat com clima tropical de sabana (Aw), d'acord amb la classificació climàtica de Köppen. Té dues temporades segons el grau d'humitat de l'aire: una temporada és seca i suau, mentre que l'altra és humida i càlida. La temperatura ambiental mitjana és de 21,4 °C. És interessant observar que Brasília té un clima molt estable (oscil·lació tèrmica anual mitjana), amb unes mitjanes de temperatures màximes i mínimes mensuals que varien fins a 10 graus. El mes amb la mitjana més alta de temperatura màxima és gener amb 27 °C, mentre que juliol té la mitjana més baixa de temperatures màximes amb 25 °C. La mitjana de les temperatures mínimes més baixes, per contra, es registra durant el mateix mes de juliol, amb 13 °C, mentre que la mitjana de temperatures mínimes més elevades es produeixen durant els mesos de desembre i gener amb 17 °C.

## Arquitectura
Gran part dels edificis més significatius de Brasília són obra de l'arquitecte Oscar Niemeyer.

### Complex Cultural de la República

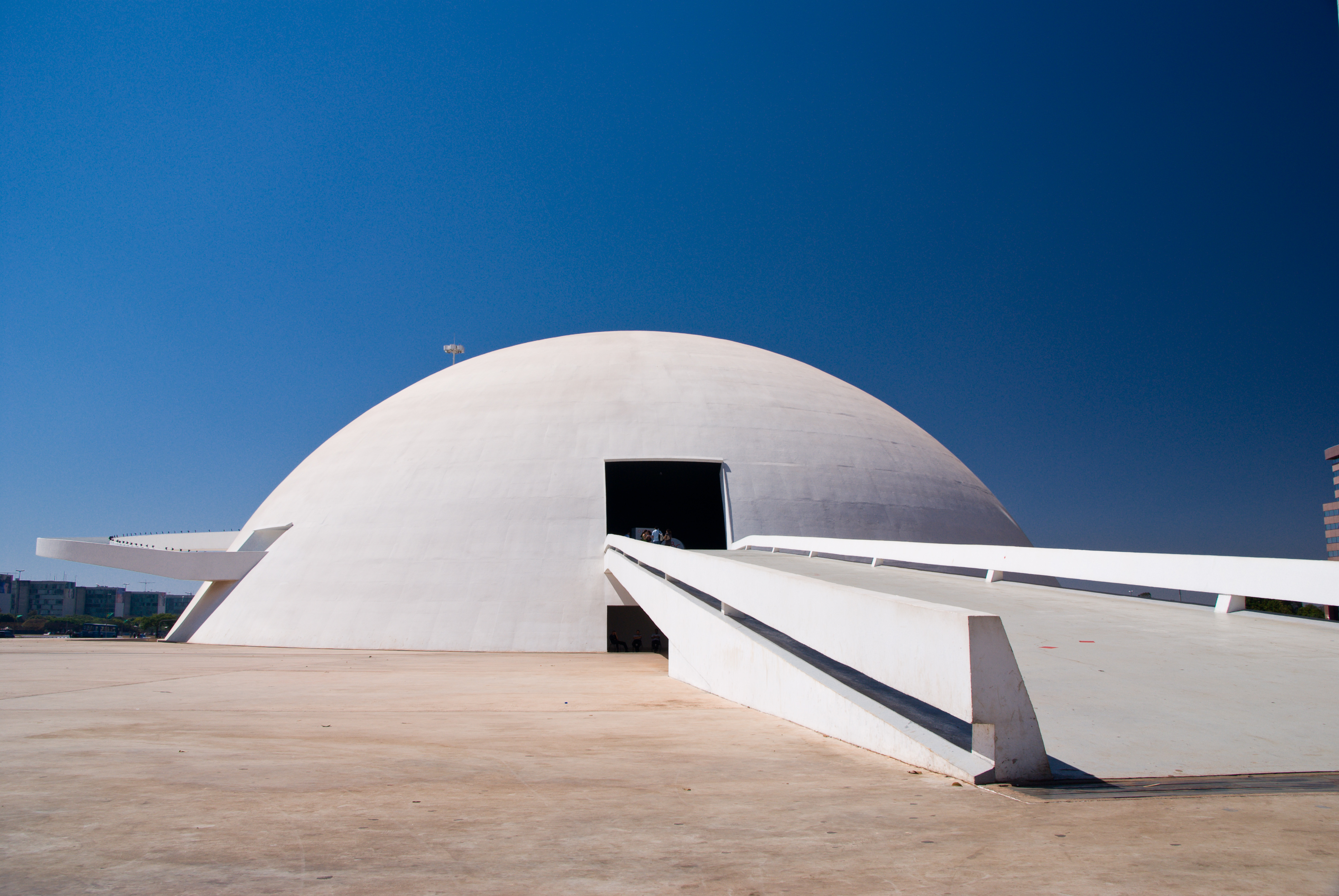
Museu Nacional de la República, part del Complex Cultural de la República

El Complex Cultural de la República (Complexo Cultural da República en portuguès) és un centre cultural localitzat a l'eix monumental. Està conformat per la Biblioteca Nacional de Brasília i el Museu Nacional de la República.
La Biblioteca Nacional de Brasília ocupa una àrea de 14.000 m², i consta de sales de lectura i estudi, auditoris i un fons de més de 300.000 volums.
El Museu Nacional de la República consta d'una àrea d'exhibició de 14.500 m², dos auditoris de 780 seients cadascun i un laboratori.

### Catedral de Brasília

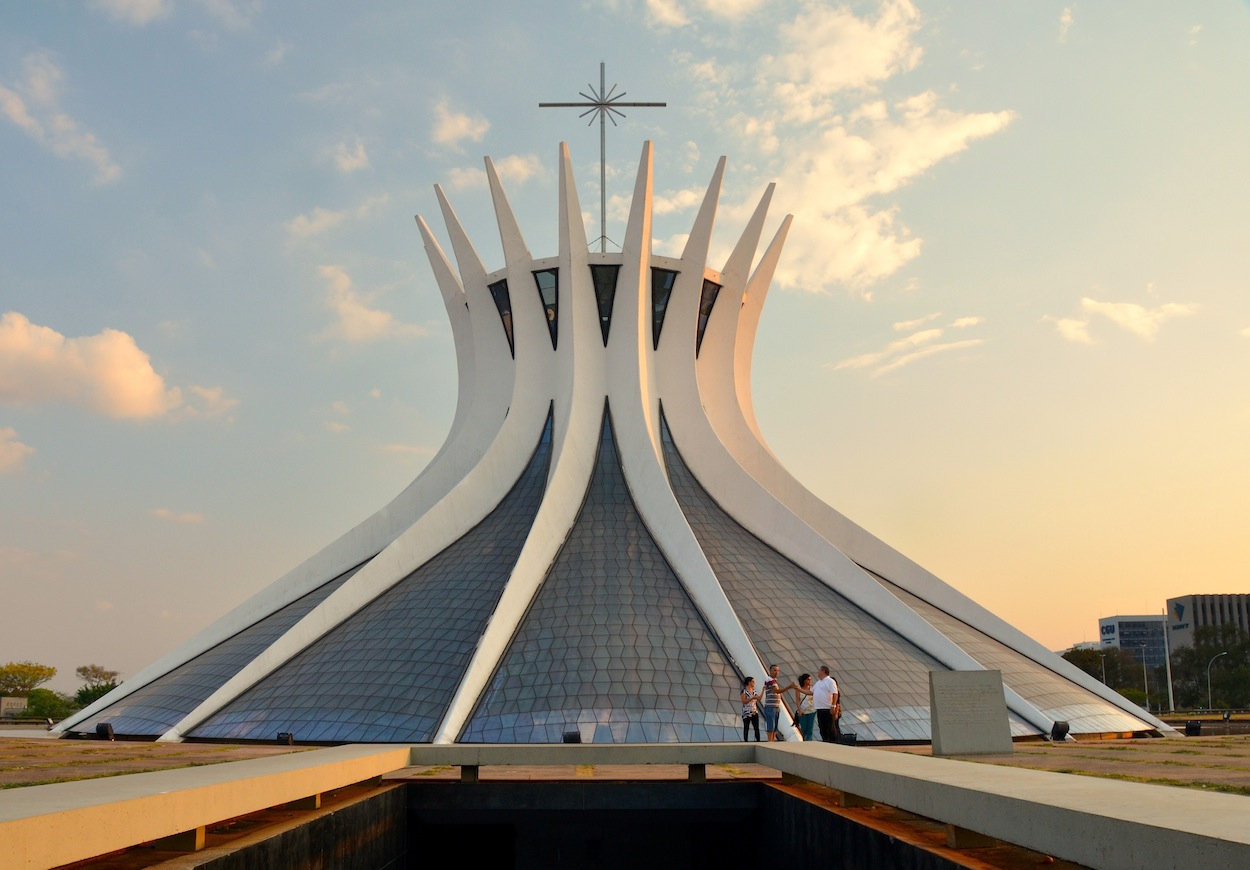
Catedral de Brasília

La Catedral de Brasília és obra de l'arquitecte Oscar Niemeyer i de l'enginyer d'estructures Joaquim Cardozo. Aquesta estructura hiperboloide està feta de formigó, i aparenta amb el seu sostre de vidre que s'alça i s'obra cap al cel. La seva estructura es va acabar el 31 de maig de 1970 i es va basar en els hiperboloides de revolució, les seccions són asimètriques. L'estructura hiperboloide en si és el resultat de 16 columnes de formigó idèntiques. Aquestes columnes tenen una secció hiperbòlica i pesen 90 tones. La catedral es va dedicar el 31 de maig de 1970.

### Plaça dels Tres Poders
La Plaça dels Tres Poders (en portuguès Praça dos Três Poderes) es diu així perquè al seu voltant hi conflueixen els tres poders governamentals: l'executiu, representat pel Palau de Planalto; el legislatiu, representat pel Congrés Nacional; i el judicial, representat pel Tribunal Federal Suprem. Va ser dissenyada per Lúcio Costa i Oscar Niemeyer.

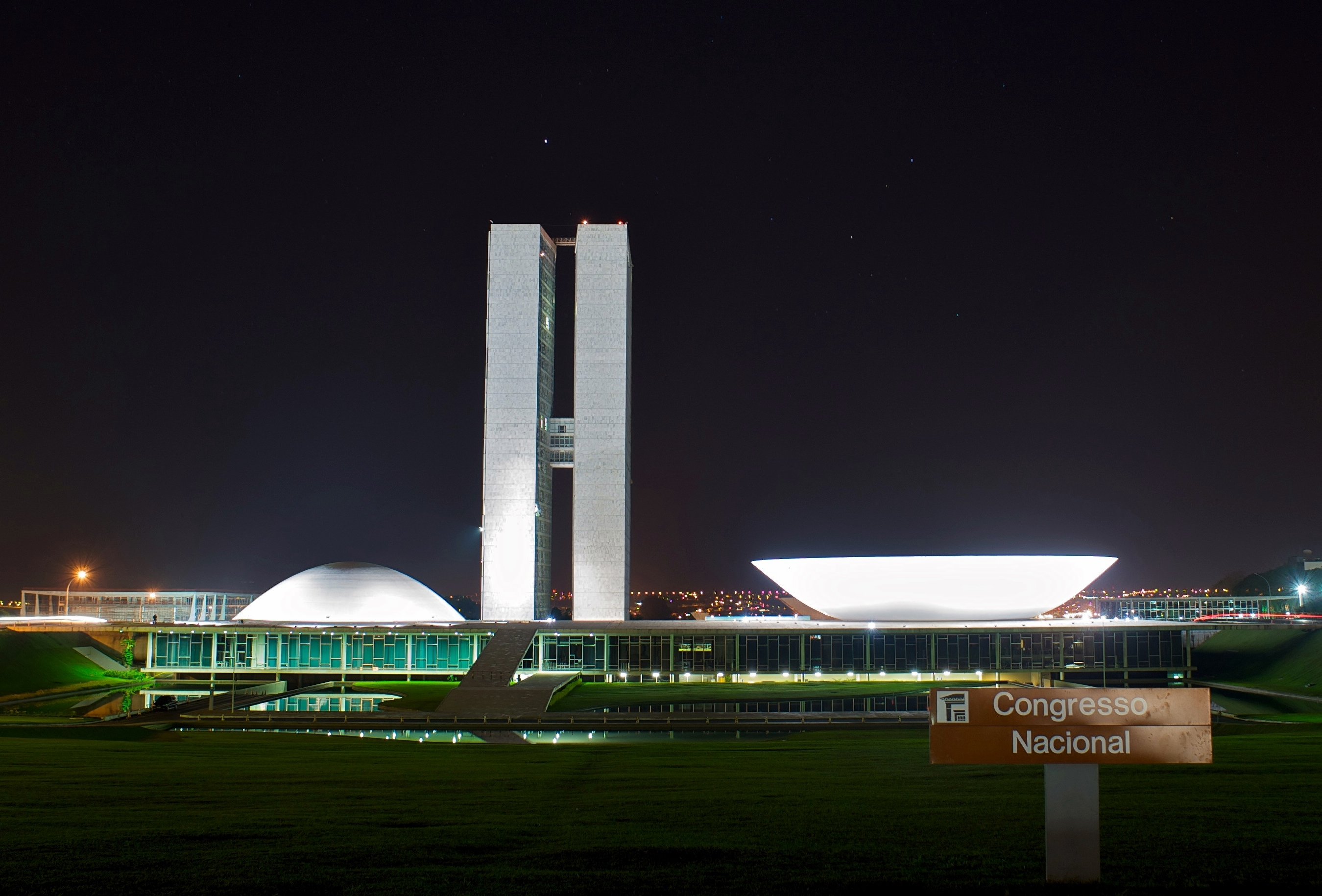
L'edifici del Congrés Nacional

### Congrés Nacional
L'edifici va ser dissenyat per Oscar Niemeyer seguint l'estil de l'arquitectura brasilera moderna. La semiesfera que es troba a l'esquerra és la seu del Senat, i la que es troba a la dreta és la seu de la Cambra de Diputats. Entre elles es troben dues torres d'oficines. El Congrés també ocupa altres edificis circumdants, alguns dels quals es troben interconnectats per un túnel.

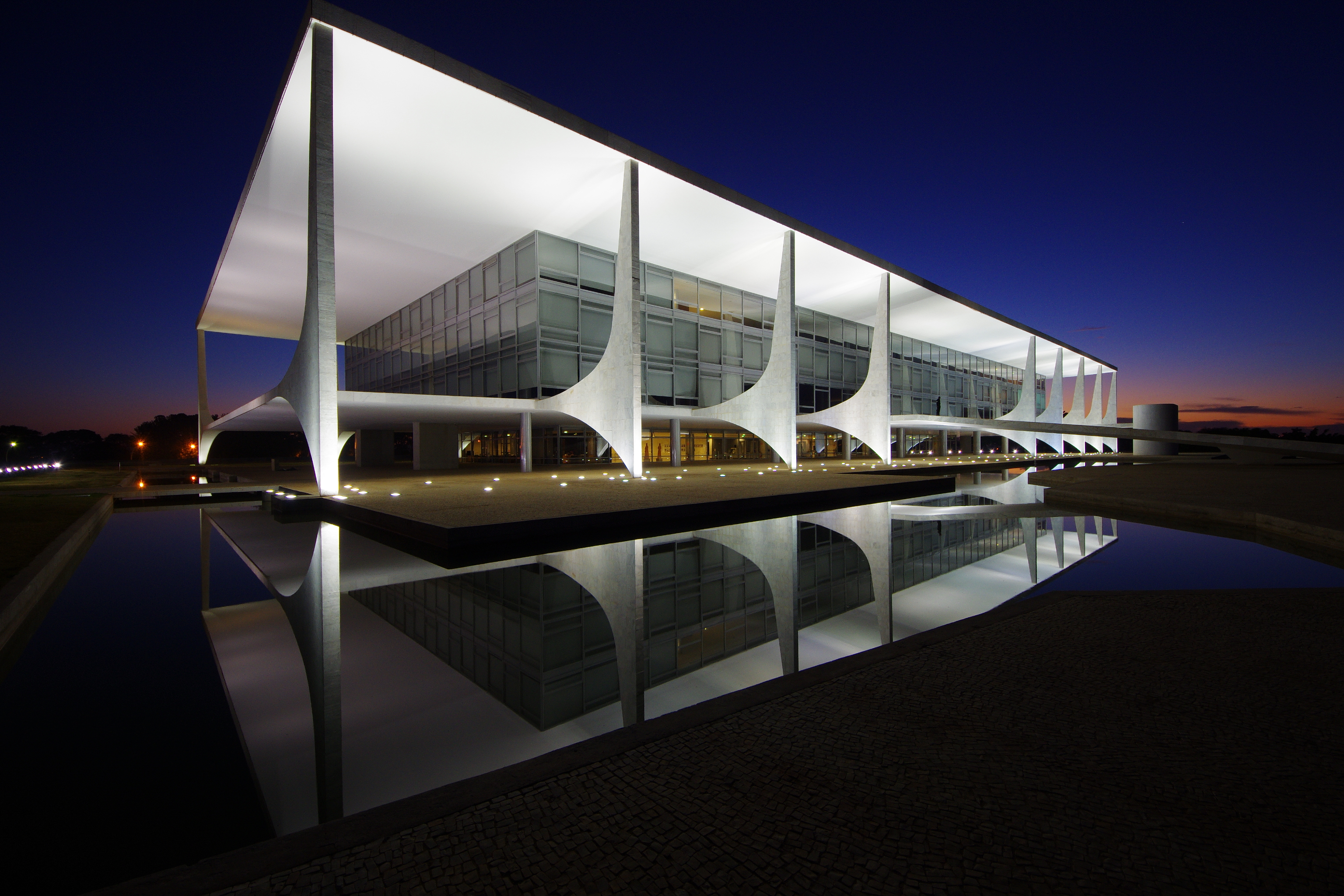
Palau de Planalto

### Palau de Planalto
La oficina de treball oficial del President de la República es troba al Palau de Planalto. El president i la seva família, però, no hi viuen; la residència oficial del president és el Palácio da Alvorada. A més del president, tenen oficina al "Planalto" el vicepresident i el Cap d'Estat; els altres ministeris es troben establerts al llarg de l'Esplanada dels Ministeris.
Va ser dissenyat també per Oscar Niemeyer. La idea era projectar una imatge de simplicitat i modernitat utilitzant línies i ones per compondre les columnes i les estructures exteriors.
El palau té quatre pisos d'alçada i una superfície de 36.000 m². Altres quatre edificis adjacents també formen part del complex.

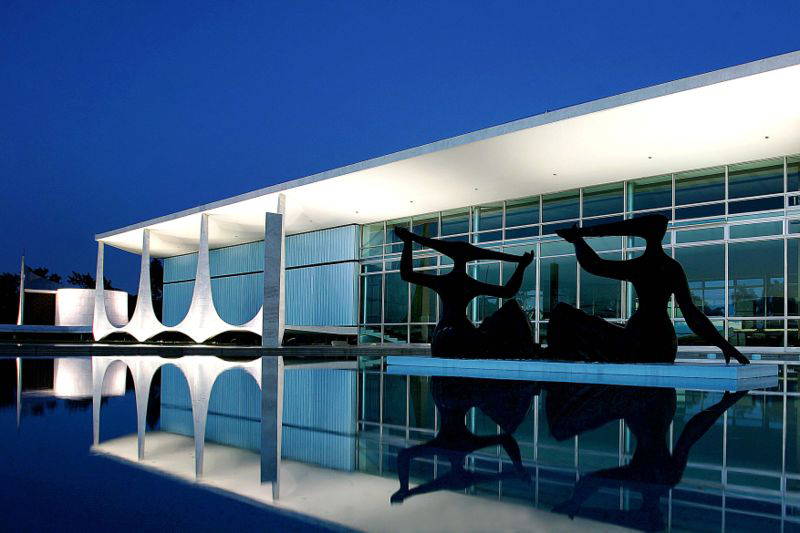
Palácio da Alvorada

### Palácio da Alvorada
El Palau de l'Albada (en portuguès Palácio da Alvorada) és la residència oficial del President del Brasil. Aquesta construcció va ser dissenyada també per Oscar Niemeyer i inaugurada el 1958.
Va ser un dels primers edificis construïts a la nova capital. Es troba en una península sobre la riba de l'estany Paranoá. Per a aquest projecte, Niemeyer es va orientar en els principis de simplicitat i modernitat que en el passat van caracteritzar les grans obres de l'arquitectura. L'espectador té la impressió de mirar una caixa de vidre, col·locada suaument sobre el terreny amb el suport de primes columnes externes.
L'edifici té una superfície de 7.000 m² i tres plantes. Al soterrani hi ha la sala d'estar, cuina, bugaderia, centre mèdic i l'administració. A la planta baixa es troben les habitacions utilitzades per la Presidència per a les recepcions oficials. La primera planta és la part residencial del palau, amb quatre suites, dos apartaments i altres sales privades.
L'edifici té també una biblioteca, una piscina olímpica, una sala de música, dos menjadors i diverses sales de reunió. Ubicats en edificis adjacents es troben una capella i un heliport.

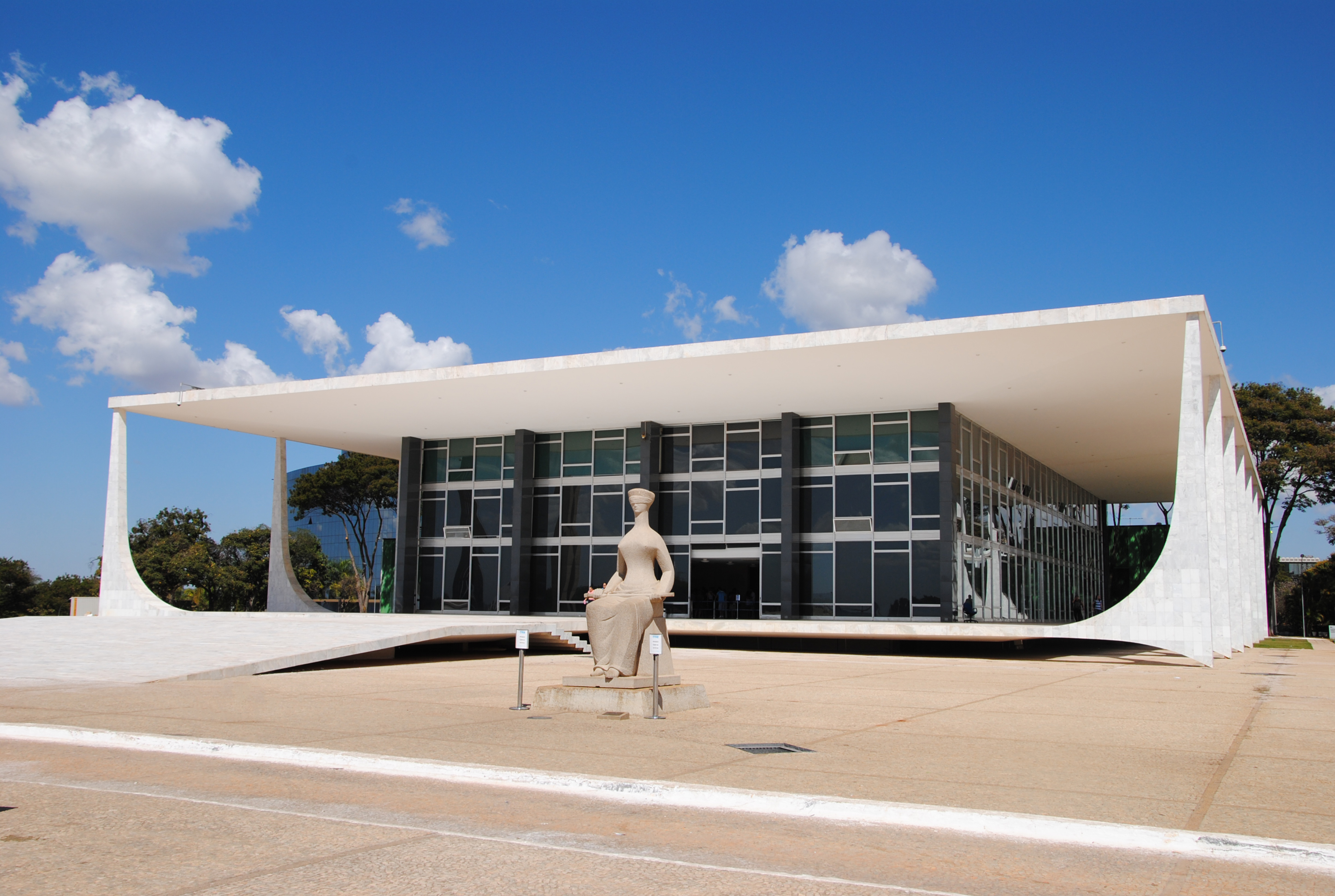
Seu del Tribunal Federal Suprem

### Tribunal Federal Suprem
El Tribunal Federal Suprem és el més alt tribunal de justícia de la República Federativa de Brasil. El tribunal funciona com un Tribunal Constitucional, per tant, les seves decisions no poden ser apel·lades. També pot anul·lar lleis aprovades pel Congrés.

### Palau Itamaraty

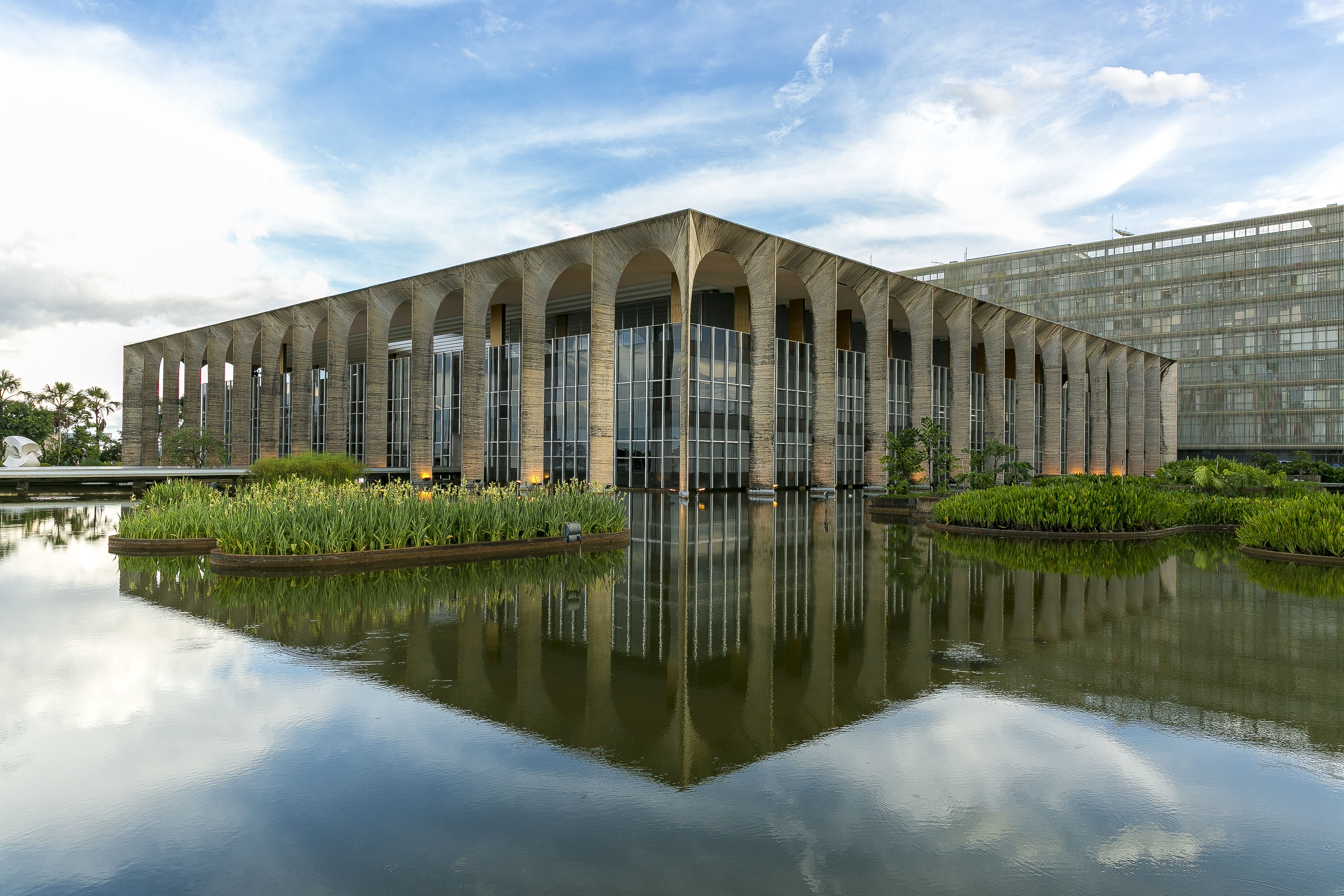
Palau Itamaraty

El Palau Itamaraty (en portuguès: Palácio Itamaraty), també conegut com Palau dels Arcs (Palácio dos Arcs), és la seu del Ministeri de Relacions Exteriors del Brasil. És considerat l'obra mestra de l'arquitecte Oscar Niemeyer.
El palau va ser dissenyat per Niemeyer, el càlcul estructural és obra de l'enginyer Joaquim Cardozo i el projecte executiu va ser desenvolupat per l'arquitecte Milton Ramos. El palau va ser inaugurat oficialment el 20 d'abril de 1970 pel president Emílio Garrastazu Médici, encara que la seva primera recepció oficial es va produir el 14 de març de 1967 i es va obrir al públic l'endemà.

## Personatges il·lustres
- Ricardo Izecson dos Santos Leite, "Kaká", futbolista
- Lucimar da Silva Ferreira, "Lúcio", futbolista
- Addison Alves de Oliveira, futbolista